# Lepidium banksii
Lepidium banksii är en korsblommig växtart som beskrevs av Thomas Kirk. Lepidium banksii ingår i släktet krassingar, och familjen korsblommiga växter. Inga underarter finns listade i Catalogue of Life.